# Національна експертна комісія України з питань захисту суспільної моралі
Націона́льна експе́ртна комі́сія Украї́ни з пита́нь за́хисту суспі́льної мо́ралі створена Постановою Кабінету міністрів України від 17 листопада 2004 року. Ліквідована 5 березня 2015 року. Була постійний державним експертним і контролюючим органом.
Також відома як Нацкомісія з питань моралі та Нацкомморалі.

## Завдання
Основними завданнями Комісії було:
- проведення експертизи продукції, видовищних заходів сексуального чи еротичного характеру та продукції, що містить елементи або пропаганду культу насильства, жорстокості, порнографії;
- проведення аналізу процесів і тенденцій, що відбуваються у сфері захисту суспільної моралі, розроблення для органів державної влади та органів місцевого самоврядування рекомендацій з їх правового регулювання;
- здійснення контролю за дотриманням законодавства у сфері захисту суспільної моралі.

## Діяльність
Комісія причетна до скандального процесу закриття ресурсу «Infostore» за недоведеним в законодавчому порядку фактом розміщення порнографічних матеріалів. Діяльність Комісії набула загрозливих рис під час спроби змусити провайдерів контролювати дії українських користувачів в мережі Інтернет, однак подібних змін до законодавства не було внесено у варіанті, який пропонувався Комісією.
Діяльність комісії набула широкого розголосу після приходу до її керівництва вченого-правника Василя Васильовича Костицького.

## Сприйняття
У відповідь на створення комісії була створена спілка супротиву діяльності «нацкомморалі».
За словами Ольги Червакової, автора законопроєкту щодо ліквідації комісії:

| Це найбільш одіозна державна структура, яка за 10 років свого існування запам'яталася лише скандальними рішеннями, спробами заборонити мультфільми про Сімпсонів, пісні Скрябіна та пошуками порнографії у художніх творах. Згідно з висновками Мін'юсту, Національна експерта комісія з питань моралі не має окремого предмету регулювання. Це означає, що вона тільки дублює функції інших державних органів. |

## Ліквідація
31 січня 2013 року у Верховній Раді було зареєстровано законопроєкт щодо розпуску Національної експертної комісії з питань захисту суспільної моралі, проте 27 лютого 2014 року законопроєкт був відкликаний.
У 2014 році ліквідація комісії стала одним із пунктів коаліційної угоди нової парламентської коаліції «Європейська Україна».
26 грудня 2014 року було зареєстровано новий законопроєкт № 1647 про внесення змін до Закону України «Про захист суспільної моралі» (щодо державного нагляду), який передбачав вилучення із закону згадки про Національну експертну комісію з питань захисту суспільної моралі, поклавши її функції на інші державні органи. Його ініціатором стала Ольга Червакова. Законопроєкт був підтриманий громадськими об'єднаннями, зокрема коаліцією Реанімаційний пакет реформ.
10 лютого 2015 року Верховна Рада ухвалила цей законопроєкт 245-ма голосами «За». 5 березня Закон України «Про внесення змін до Закону України „Про захист суспільної моралі“» набув чинності.